# فرناندو ليما بيلو
فرناندو ليما بيلو هو متسابق يخت برتغالي، ولد في 27 نوفمبر 1931 في لشبونة في البرتغال.

## وصلات خارجية
- فرناندو ليما بيلو على موقع أوليمبيديا (الإنجليزية)